# Durmitor
A Durmitor (montenegróiul: Дурмитор) Montenegró északnyugati részén található hegység, amely a Dinári-hegység részét képezi. Legmagasabb csúcsa, a Bobotov Kuk 2523 méteres tengerszint feletti magasságot ér el.
A masszívumot északon a Tara folyó és kanyonja, nyugaton a Piva folyó kanyonja, délen pedig a Komarnica folyó kanyonja határolja. Kelet felé a Durmitor egy 1500 méter magas fennsíkra nyílik, amelyet Jezerska površ (tavak fennsíkja) néven emlegetnek. A Sinjavina hegy a Jezerska površ fennsíkjától keletre található. A Durmitor nagyrészt Žabljak község területén fekszik.
A hegység a névadója a nemzeti parknak, melyet 1952-ben alapítottak a védett értékeinek a megőrzésére. A Durmitor Nemzeti Parkot 1980-ban az UNESCO világörökség részévé nyilvánították.

## A név eredete
A Durmitor néveredetének egyik elmélete szerint a keleti újlatin nyelvből származik, jelentése „alvóhely” (akárcsak a hasonló hangzású és jelentésű dormitórium). Hasonló nevű hegyek is léteznek, mint a Visitor (vö. visător „álmodó”) és Cipitor (ațipitor ,„alvó”) de az egykori Jugoszláviában is több példa akad erre. Az „alvó óriás” értelmezés is elterjedt.
Egy másik elmélet szerint a nevet a kelták adták, és a jelentése a 'hegyi víz' és a 'gerinces hegy' között bármi lehetett. Tekintettel arra az időtartamra, amelyet az ősi kelták e terület és a Tara folyó körül töltöttek (Tara szintén egy kelta istennő neve), és arra, hogy a neve kelta eredetű, nagyon is lehetséges, hogy a Durmitor hasonló eredetű név. A Zéta folyónak szintén kelta eredetű neve van („Szeretett”).

## Turizmus
A Durmitor a montenegrói hegyi turizmus központja. A turisztikai és nemzeti parki létesítmények Žabljak város körül összpontosulnak. Télen a Durmitoron a fő szabadidős tevékenység a síelés és a snowboardozás, míg nyáron a túrázás, a hegymászás és a szabadidős turizmus a legnépszerűbb. A térségben a vízi sportok is népszerűek, a Tara-kanyont Európa egyik legjobb rafting helyszínének tartják. A hegység legjelentősebb látnivalói közé tartozik a 18 tengerszem és gleccsertó, amelyek közül a legismertebb a Fekete-tó és a Stožina.

## Fordítás
- Ez a szócikk részben vagy egészben  a   Durmitor című angol Wikipédia-szócikk ezen változatának fordításán alapul.  Az eredeti cikk szerkesztőit annak laptörténete sorolja fel. Ez a jelzés csupán a megfogalmazás eredetét és a szerzői jogokat jelzi, nem szolgál a cikkben szereplő információk forrásmegjelöléseként.